# 丛日刚
丛日刚（1947年7月—），山东文登人。中国人民解放军空军中将。
2003年6月任总装备部兵种部部长。2005年，担任总装备部科技委员会副主任。2007年，授空军中将军衔。